# Развој светског рекорда у скоку удаљ у дворани за жене
Први светски рекорд у скоку удаљ на отвореном за жене признат је од ИААФ (International Association of Athletics Federations – Међународна атлетска федерација), 1898. године.
Закључно са 31. 1. 2018. ИААФ је ратификовала 2 светска рекорда за жене у дворани. Резултати су исказани у метрима.

## Рекорди скока удаљ
Рекорди ратификовани од ИААФ-а
| Време | Атлетичарка            | Држава           | Место                           | Датум             | Бр. | Трајање                       |
| ----- | ---------------------- | ---------------- | ------------------------------- | ----------------- | --- | ----------------------------- |
| 3,04  | Мис Черчил             | Сједињене Државе | Bryn Mawr, САД                  | април 1898.       | 1   |                               |
| 4,49  | Валтрауде Шмит         | Немачка          | Лајпциг, Немачка                | 22. јануар 1922.  | 1   | 1 година и 6 дана             |
| 5,21  | Алма Хепнер            | Немачка          | Крефелд, Немачка                | 28. јануар 1923.  | 1   | 8 година, 1 месец и 22 дана   |
| 5,25  | Лени Тим-Јункер        | Немачка          | Лајпциг, Немачка                | 22. март 1931.    | 1   | 0 дана                        |
| 5,38  | Теа Дал                | Немачка          | Кил, Немачка                    | 22. март 1931.    | 1   | 5 година, 11 месеци и 27 дана |
| 5,65  | Елфриде Каун           | Немачка          | Кил, Немачка                    | 21. март 1937.    | 1   | 3 године, 11 месеци и 8 дана  |
| 5,73  | Ерика Јунганс          | Немачка          | Хале, Немачка                   | 1. март 1941.     | 1   | 1 година и 13 дана            |
| 5,74  | Ирмгард Херолт         | Немачка          | Дортмунд, Немачка               | 14. март 1942.    | 1   | 11 година и 3 дана            |
| 5,81  | Александра Чудина      | Совјетски Савез  | Лењинград, Совјетски Савез      | 17. март 1953.    | 1   | 11 месеци и 23 дана           |
| 5,95  | Ерика Фиш              | Западна Немачка  | Франкфурт, Западна Немачка      | 12. март 1954.    | 1   | 10 месеци и 30 дана           |
| 5,97  | Криста Стубник         | Источна Немачка  | Франкфурт, Западна Немачка      | 11. фебруар 1955. | 1   | 2 године, 1 месец и 14 дана   |
| 5,97  | Нина Мартиненко        | Совјетски Савез  | Лењинград, Совјетски Савез      | март 1955.        | 1   | 2 године, 1 месец и 14 дана   |
| 5,98  | Нели Јелисејева        | Совјетски Савез  | Москва, Совјетски Савез         | 25. март 1957.    | 1   | 10 месеци и 8 дана            |
| 6,03  | Нели Јелисејева        | Совјетски Савез  | Лењинград, Совјетски Савез      | 2. фебруар 1958.  | 2   | 1 месец и 8 дана              |
| 6,07  | Нели Јелисејева        | Совјетски Савез  | Лењинград, Совјетски Савез      | 10. март 1958.    | 3   | 6 дана                        |
| 6,08  | Нели Јелисејева        | Совјетски Савез  | Источни Берлин, Источна Немачка | 16. март 1958.    | 4   | 2 године, 11 месеци и 15 дана |
| 6,17  | Татјана Шелканова      | Совјетски Савез  | Лењинград, Совјетски Савез      | 3. март 1961.     | 1   | 2 дана                        |
| 6,27  | Татјана Шелканова      | Совјетски Савез  | Лењинград, Совјетски Савез      | 5. март 1961.     | 2   | 11 месеци и 27 дана           |
| 6,29  | Татјана Шелканова      | Совјетски Савез  | Лењинград, Совјетски Савез      | 4. март 1962.     | 3   | 24 дана                       |
| 6,33  | Татјана Шелканова      | Совјетски Савез  | Лењинград, Совјетски Савез      | 28. март 1962.    | 4   | 2 године, 10 месеци и 16 дана |
| 6,35  | Мери Ранд              | Велика Британија | Лос Анђелес, САД                | 13. фебруар 1965. | 1   | 1 месец и 14 дана             |
| 6,39  | Татјана Шелканова      | Совјетски Савез  | Лењинград, Совјетски Савез      | 27. март 1965.    | 5   | 10 месеци и 22 дана           |
| 6,54  | Татјана Шелканова      | Совјетски Савез  | Њујорк, САД                     | 18. фебруар 1966. | 6   | 1 месец и 9 дана              |
| 6,60  | Татјана Шелканова      | Совјетски Савез  | Дортмунд, Западна Немачка       | 27. март 1966.    | 7   | 0 дана                        |
| 6,71  | Татјана Шелканова      | Совјетски Савез  | Дортмунд, Западна Немачка       | 27. март 1966.    | 8   | 0 дана                        |
| 6,73  | Татјана Шелканова      | Совјетски Савез  | Дортмунд, Западна Немачка       | 27. март 1966.    | 9   | 9 година, 9 месеци и 28 дана  |
| 6,76  | Ангела Војт            | Источна Немачка  | Источни Берлин, Источна Немачка | 24. јануар 1976.  | 1   | 5 година и 28 дана            |
| 6,77  | Карин Хенел            | Западна Немачка  | Гренобл, Француска              | 21. фебруар 1981. | 1   | 10 месеци и 27 дана           |
| 6,77  | Маргарита Буткиене     | Совјетски Савез  | Каунас, Совјетски Савез         | 11. јануар 1982.  | 1   | 10 месеци и 27 дана           |
| 6,82  | Светлана Вањушина      | Совјетски Савез  | Вилњус, Совјетски Савез         | 17. јануар 1982.  | 1   | 0 дана                        |
| 6,83  | Светлана Вањушина      | Совјетски Савез  | Вилњус, Совјетски Савез         | 17. јануар 1982.  | 2   | 1 година и 15 дана            |
| 6,88  | Хејке Дауте            | Источна Немачка  | Источни Берлин, Источна Немачка | 1. фебруар 1983.  | 1   | 4 дана                        |
| 6,92  | Анисоара Кусмир-Станчу | Румунија         | Букурешт, Румунија              | 5. фебруар 1983.  | 1   | 14 дана                       |
| 6,92  | Вали Јонеску           | Румунија         | Букурешт, Румунија              | 19. фебруар 1983. | 1   | 14 дана                       |
| 6,94  | Анисоара Кусмир-Станчу | Румунија         | Букурешт, Румунија              | 19. фебруар 1983. | 2   | 11 месеци и 2 дана            |
| 6,99  | Хејке Дауте            | Источна Немачка  | Зенфтенберг, Источна Немачка    | 21. јануар 1984.  | 2   | 1 година и 26 дана            |
| 6,99  | Хајке Дрекслер         | Источна Немачка  | Зенфтенберг, Источна Немачка    | 2. фебруар 1985.  | 3   | 1 година и 26 дана            |
| 7,25  | Галина Чистјакова      | Совјетски Савез  | Кишињев, Совјетски Савез        | 16. фебруар 1985. | 1   | 11 месеци и 9 дана            |
| 7,25  | Хајке Дрекслер         | Источна Немачка  | Источни Берлин, Источна Немачка | 25. јануар 1986.  | 4   | 11 месеци и 9 дана            |
| 7,29  | Хајке Дрекслер         | Источна Немачка  | Источни Берлин, Источна Немачка | 25. јануар 1986.  | 5   | 1 година, 1 месец и 2 дана    |
| 7,32  | Хајке Дрекслер         | Источна Немачка  | Њујорк, САД                     | 27. фебруар 1987. | 6   | 11 месеци и 17 дана           |
| 7,37  | Хајке Дрекслер         | Источна Немачка  | Беч, Аустрија                   | 13. фебруар 1988. | 7   | 37 година и 22 дана           |